# Zale zanata
Zale zanata är en fjärilsart som beskrevs av Embrik Strand 1917. Zale zanata ingår i släktet Zale och familjen nattflyn. Inga underarter finns listade i Catalogue of Life.